# La Chasse aux maris
Pour film de 1949, voir Chasse aux maris.
Pour le film muet de John H. Collins sorti en 1919, voir La Chasse aux maris (film, 1919).
Pour plus de détails, voir Fiche technique et Distribution.
La Chasse aux maris ou Jeunes filles d'aujourd'hui (titre original : Ragazze d'oggi) est un film italien réalisé par Luigi Zampa, sorti en 1955. 

## Synopsis
Peppino Bardellotti, veuf, vit à Milan de son modeste travail de représentant commercial. Il  a quatre filles, dont trois en âge de se marier ; sa belle-sœur Matilde encourage les filles à épouser un homme riche. À la suite de ces exhortations, Sofia et Tilde entament des relations avec deux hommes riches, ou présumés tels. Anna, la troisième fille, est, elle, presque fiancée à Sandro, modeste employé de compagnie aérienne qui, en raison de ses faibles revenus et de ses idées plus modernes sur le rôle de la femme, n'est pas bien accueilli par la famille de sa dulcinée...

## Fiche technique
- Titre français : La Chasse aux maris
- Autre titre français : Jeunes filles d'aujourd'hui[1]
- Titre anglais : Girls of today
- Titre original : Ragazze d'oggi
- Réalisation : Luigi Zampa, Nanni Loy (assistant)
- Scénario : Luigi Zampa
- Photographie : Enzo Serafin
- Montage : Eraldo Da Roma
- Musique : Angelo Francesco Lavagnino, Carlo Savina
- Décors : Alberto Boccianti
- Producteurs : Antonio Altoviti, Dino De Laurentiis, Carlo Ponti
- Sociétés de production : Carlo Ponti Cinematografica, Centaura, Excelsa Film, Omnium Film
- Société de distribution : Minerva Film
- Pays d'origine :  Italie
- Langue originale : Italien
- Format : Couleur (Eastmancolor) — 35 mm — 1,37:1 — Son : Mono
- Genre : Comédie
- Durée : 98 minutes
- Dates de sortie : 
  - Italie : 1955
  - France : 13 juillet 1960[1]

## Distribution
- Marisa Allasio : Anna
- Paola Quattrini : Simonetta
- Lili Cerasoli : Sofia
- Paolo Stoppa : Peppino Bardellotti
- Eduardo Bergamo
- Mike Bongiorno : Sandro
- Nuccia Lodigiani
- Camillo Milli : Vannucci
- Françoise Rosay
- Louis Seigner
- Franck Villard : Armando
- Bella Billa
- Bella Visconti
- Guido Celano
- Enzo Garinei
- Ada Colangeli : rôle mineur
- Tiziana Delfi
- Valeria Fabrizi
- Armenia Balducci
- Gabriella Palazzoli